# Esquire
Esquire (generalment emprat abreujadament Esq., i posat darrere el nom complet d'una persona) és un terme anglès que procedeix del llatí scutarius per via del francès antic esquier («escuder». És un títol de la petita noblesa que ha anat evolucionant cap a tractament més generalitzat.
Al Regne Unit, és un títol no oficial de respecte, sense un significat precís, que s'empra per indicar un estatus social elevat però indefinit. Originàriament, s'aplicava als ajudants dels cavallers, que alhora eren aspirants a cavaller. Dins de la petita noblesa anglesa, l'esquire se situa sota el knight (cavaller) i damunt del gentleman (gentilhome). En altres èpoques, també han portat aquest tractament la majoria d'alts funcionaris, i també a l'Índia britànica. Però, des del final del segle xx, el seu ús s'ha generalitzat i actualment ningú fa distinció entre Esquire i Mr (senyor), quan, per exemple, un banc aplica aquest tractament a tots els seus clients que no tinguin un títol superior.
Als Estats Units, el sufix Esq. designa generalment els advocats en exercici, i el porten tant homes com dones. Alguns estats també ho apliquen a diverses categories de funcionaris públics, com a jutge de pau o notari.